# Brzeziny (przystanek kolejowy)
Brzeziny – przystanek kolejowy w Brzezinach, w gminie Morawica, w powiecie kieleckim, w województwie świętokrzyskim, w Polsce.
Przystanek obsługiwał ruch pasażerski do 18 kwietnia 2005. W 2020 roku przystanek został wyremontowany i jest ponownie używany w regionalnym ruchu pociągów osobowych do Buska-Zdroju.

## Ruch pasażerski
| Rok  | Wymiana pasażerska na dobę |
| ---- | -------------------------- |
| 2017 | –                          |
| 2022 | 0-9                        |